# خرس دورگه قطبی–گریزلی

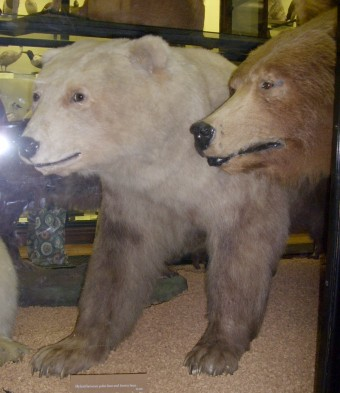
یک خرس دورگهٔ قطبی-قهوه ای، ترینگ.

خرس دورگه قطبی-گریزلی یا خرس دورگه قطبی-خاکستری یا نانولاک (nanulak) یا پیزلی نوعی خرس کمیاب دورگه است که هم به صورت حفاظت شده و هم در حیات وحش به وجود می‌آید. در سال ۲۰۰۶ حضور چنین خرس‌هایی در حیات وحش با تست دی‌ان‌ای به صورت رسمی تأیید شد. این خرس در قلمروهای شمال غرب در جزیره بنکس در کانادا در شمالگان با تفنگ شکار شده بود. البته مشابه این خرس پیشتر شکار شده بود اما هیچوقت تست DNA از آن گرفته نشده بود.